# Skull and Bones

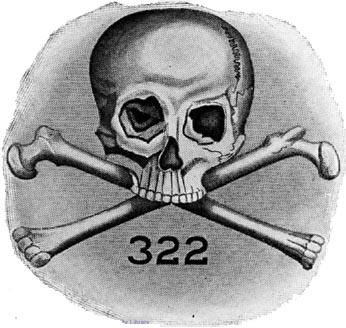
O velho logo da Skull and Bones.

A Skull and Bones (Crânio e Ossos, em português) é uma sociedade secreta estudantil dos Estados Unidos, fundada em 1832. Foi introduzida na Universidade Yale por William Huntington Russell e Alphonso Taft em 1833.
Entre 1831 e 1832, Russell estudou na Alemanha, onde supostamente teria sido iniciado em uma sociedade secreta alemã, a qual teria inspirado a criação da Skull and Bones. Tal hipótese foi confirmada durante obras realizadas no salão de convenções da Skull and Bones. 
A sociedade foi incorporada pela Russell Trust Association, em 1856. Em 1846, Russell tornou-se membro da assembleia do estado de Connecticut e, em 1862, foi nomeado general da guarda nacional.
Alphonso Taft tornou-se ministro da guerra em 1876, e depois Vice-general e embaixador dos Estados Unidos na Rússia, em 1884. Seu filho, William Howard Taft, tornou-se mais tarde magistrado e depois presidente dos Estados Unidos. Yale é a única universidade com sociedades secretas onde são admitidos somente seniores, quer dizer antigos alunos. As duas outras são Scroll and Key ("Chave e Pergaminho") e Wolf's Head ("Cabeça de lobo").
Os candidatos são exclusivamente homens brancos, protestantes, e são originários habitualmente de famílias muito ricas. Frequentemente, seus pais já eram membros da ordem. No último ano de estudo, são denominados cavaleiros.

## Influência na política
Há hipóteses de conexões da  Skull And Bones com a CIA, Illuminati, Bilderbergers e com a Maçonaria. Tais teorias foram a base do filme The Skulls (Sociedade Secreta) que aborda uma sociedade secreta altamente sofisticada, fazendo uma clara alusão a Skull and Bones. A sociedade também foi incluída, assim como o grupo Whiffenpoofs, no filme de 2006 The Good Shepherd (O bom Pastor), sobre as origens da CIA, no qual o personagem principal pertence à Skull and Bones.
Nas eleições presidenciais de 2004 nos Estados Unidos, tanto o candidato democrata quanto o republicano eram membros da sociedade.
George W. Bush assumiu publicamente ser um membro da Skull and Bones, assim como seu adversário na Eleição presidencial dos Estados Unidos da América (2004) John Kerry.

## Integrantes
- William Howard Taft - Secretário da guerra (1904-1908) e 28º presidente dos EUA, filho de Alphonso Taft, fundador do grupo.
- John Kerry -  Serviu como senador pelo Partido Democrata de Massachusetts (1985-2013) e também como Secretário de Estado dos Estados Unidos (2013-2017).
- George Herbert Walker Bush - Fazendeiro e empresário do petróleo no Texas. Foi o 11º diretor da CIA e 41º Presidente dos EUA.
- George Walker Bush - Governador do Texas (1995- 2000) e 43º presidente dos EUA.

## No cinema
- Sociedade Secreta, de 2000, do diretor Rob Cohen.
- O Bom Pastor, de 2006 dirigido por Robert de Niro, com Matt Damon.